# Tatevik Sazandarian
Tatevik Sazandarian ou Sazandaryan, (en arménien : Տաթևիկ Սազանդարյան et russe : Татевик Тиграновна Сазандарян), née le 20 août 1916 à Khndzoresk et morte le 6 octobre 1999 à Erevan, est une chanteuse d'opéra mezzo-soprano en Arménie soviétique.

## Biographie

### Jeunesse et formation
Tataevik Sazandarian naît le 20 août 1916 selon le calendrier grégorien (le 2 septembre 1916 selon le calendrier julien) à Khndzoresk, dans l'actuelle région de Syunik. Elle est élevée à Bakou, où elle chante dès l’âge de 10 ans comme soliste dans la chorale de son école. À 16 ans, elle s'installe à Moscou où elle chante dans plusieurs spectacles amateurs. Une fois son talent reconnu, elle étudie à Moscou auprès de Ruben Simonov. 
Elle commence à donner des concerts en 1933. Elle continue aussi à étudier, auprès de Sargis Barkhudaryan.

### Carrière musicale
Tataevik Sazandarian devient en 1937 soliste au Théâtre de l'Opéra d'Erevan. Elle est particulièrement remarquée dans le rôle de Parandzem dans l'opéra Arshak II de Tigran Chukhajian et dans celui de Tamar dans David Bek d'Armen Tigranian,. Elle interprète aussi des rôles principaux dans les opéras Carmen, Aida et Eugène Onéguine.
Elle enseigne à partir de 1961 au Conservatoire d'Erevan où elle devient professeur en 1970. En parallèle, elle dirige le département de chant soliste à l'Institut du théâtre d'Erevan.
Elle se forge une solide réputation en se produisant dans les principales villes de l'URSS ainsi qu'en Perse, en Suède, en Tunisie, en Hongrie, en Syrie en 1956, en Belgique en 1958 et 1962), en Grèce en 1959, en Tchécoslovaquie en 1960, en France en 1963.
Tatevik Sazandarian meurt à Erevan le 6 octobre 1999. En mai 2017, un concert commémoratif est joué en son honneur au Théâtre national d'opéra et de ballet d'Erevan.

## Prix et hommages
Tavetik Sazandarian reçoit de nombreux prix, dont le Prix d'État de l'URSS en 1951 et l'Ordre de Saint-Mesrop-Mashtots en 1997.
Un timbre arménien est émis en 2016 à l'occasion du centenaire de sa naissance. Elle est représentée jouant le rôle d'Almast dans l'opéra du même nom d'Alexandre Spendarian.